# Дюкарев, Юрий Авксентьевич
Юрий Авксентьевич Дюкарев — советский хозяйственный деятель, Герой Социалистического Труда.

## Биография
Родился в 1914 году в селе Староверовка-3. Член КПСС с 1942 года.
В 1930—1936 и 1938—1941 гг. — организатор сельскохозяйственного производства в Украинской ССР.
В 1936—1938 гг. — военнослужащий РККА.
Участник Великой Отечественной войны: командир взвода 79-й отдельной кабельно-шестовой роты 30-й армии, 946-й отдельной телеграфно-эксплуатационной роты, помощник начальника связи 31-й армии
В 1946—1972 гг. — директор совхоза «Киевская овощная фабрика» Киево-Святошинского района Киевской области Украинской ССР.
Указом Президиума Верховного Совета СССР от 30 апреля 1966 года присвоено звание Героя Социалистического Труда с вручением ордена Ленина и золотой медали «Серп и Молот».
Умер в 1972 году в Киево-Святошинском районе Киевской области.

## Награды и звания
- Герой Социалистического Труда (30.04.1966)
- Орден Ленина (30.04.1966)
- Орден Октябрьской Революции (08.04.1971)
- Орден Отечественной войны I степени (02.04.1945)
- Орден Отечественной войны II степени (27.04.1943)
- Орден Красной Звезды (27.07.1944)